# Die Delfinflüsterin
Die Delfinflüsterin (Originaltitel: Eye of the Dolphin) ist ein US-amerikanischer Jugendfilm aus dem Jahr 2006.

## Handlung
Seit dem Tod ihrer Mutter vor einem Jahr lebt die 14-jährige Alyssa bei ihrer Großmutter Lucy. Seitdem verschließt sich Alyssa zunehmend vor ihrer Außenwelt und beginnt, in der Schule zu rebellieren, weswegen sie schließlich beurlaubt wird. Um wieder Zugang zu ihr zu finden, reist Lucy mit ihr auf eine kleine Insel der Bahamas, wo Hawk, Alyssas Vater, von dem sie annahm, dass er tot sei und den sie nie kennengelernt hat, als Delfinforscher arbeitet. Das erste Zusammentreffen ruft jedoch weder auf Alyssas noch auf Hawks Seite die gewünschten Reaktionen hervor. Hawks Freundin Tamika und deren Vater Daniel gelingt es, Vertrauen zu Alyssa aufzubauen und dem Mädchen sowohl das Leben auf der Insel, als auch das Leben ihres Vaters näher zu bringen.
Hawks Forschung zur Verständigung und Kommunikation von Delfinen steht jedoch vor dem Aus, da ein örtlicher Unternehmer den Gemeinderat davon überzeugt, dass ein Touristenpark der Insel mehr nützen würde als die Forschungsstation, was von den Bewohnern beinahe einstimmig gebilligt wird. Alyssa entdeckt währenddessen, dass sie, ähnlich wie ihr Vater, mit den Delfinen kommunizieren kann und freundet sich mit einem wilden Exemplar an. Diese Freundschaft wird durch Hawk zunächst unterbunden, da er den wildlebenden Delfin für unberechenbar hält. Als jedoch Abgeordnete des Gemeinderates und Befürworter des Touristenparks an der Forschungseinrichtung erscheinen, um diese zu schließen, erscheint Alyssa mit dem wilden Delfin. Sie befreit die beiden Delfine aus der Forschungseinrichtung und beweist den Anwesenden, dass sie sehr wohl mit den Tieren kommunizieren kann. Davon überzeugt, sprechen sich die Inselbewohner gegen den Freizeitpark aus. Wenig später eröffnen Alyssa und Hawk gemeinsam eine Einrichtung, in der neben der Forschung auch therapeutisches Schwimmen mit den Delfinen angeboten wird.

## Rezeption
Für das Deutsche Kinder- und Jugendfilmzentrum ist Die Delfinflüsterin eine „einfühlsame Vater-Tochter-Geschichte vor beeindruckender Kulisse mit informativem Hintergrund“. Die Cinema-Redaktion beschreibt den Film als „bewegend und mit tollen Bildern“. Die Website Rotten Tomatoes verweist auf 17 Kritiken des Films, von denen nur 5 als „fresh“ (positiv), die restlichen 12 als „rotten“ (negativ) eingestuft werden. Für die US-amerikanische Organisation Common Sense Media, die das Fernsehen nach erzieherischen und kindgerechten Motiven beurteilt, ist Die Delfinflüsterin ein „von Herzen kommender“ Film mit „guten Absichten“, der jedoch etwas „glanz-“ und „spannungslos“ ausfällt. Die Figur der Alyssa sei „inspirierend“, allerdings wird auch bemängelt, dass sie zu Beginn des Films raucht und später Alkohol zu trinken scheint.

## Auszeichnungen
Beim International Family Film Festival 2007 in den Raleigh Studios in Los Angeles wurde Die Delfinflüsterin in der Kategorie „Drama Feature“ ausgezeichnet, des Weiteren erhielt Hauptdarstellerin Carly Schroeder den Award in der Kategorie „Best Child Actor“.